# Districte de Sarrebourg
El Districte de Sarrebourg (fràncic lorenès Arrondissement Sààrburi) és un dels nou districtes amb què es divideix el departament del Mosel·la, a la regió del Gran Est. Té 5 cantons i 102 municipis. El cap del districte és la sotsprefectura de Sarrebourg.

## Cantons
- cantó de Fénétrange
- cantó de Lorquin
- cantó de Phalsbourg
- cantó de Réchicourt-le-Château
- cantó de Sarrebourg